# Die Münchner Songgruppe
Die Münchner Songgruppe war eine Musikgruppe, die in den 1960er und 1970er Jahren sozialistische Protestlieder und Kampflieder aus der Arbeiterbewegung sang. Ihre Mitglieder waren Lehrlinge, junge Arbeiter, Schüler und Studenten. Sie sangen nach eigenen Angaben ihre „eigene Meinung“, orientierten sich dabei jedoch an der offiziellen Agitation der DDR-Polemik. So verarbeiten sie auf ihrem Album Wenn's Nach Dir Ging im Titel Krupp Und Krause die von Drehbuchautor Gerhard Bengsch fürs DDR-Fernsehen weitergesponnene Geschichte von Krupp und Krause, die die Befreiung der Arbeiterklasse von der Knechtschaft unter dem Kapitalismus thematisiert, sowie eines der großen Ziele der DDR-Außenpolitik: „Im anderen deutschen Staate da gibt es die Krupps nicht mehr / Da sind die Krauses selbst führwahr die Herrn der DDR / Damit sich Krupp nie wieder dort etablieren kann / strebt Krause für die DDR die Anerkennung an!“ Das Album Lehrlinge zusammenhalten wurde von der Zeitschrift Sing In als „vorbildliche Agitationsplatte“ ausgezeichnet. Betriebsrat Armin Cullmann äußerte zur Motivation der Musiker: „Damit die sozialdemokratischen, die parteilosen und die kommunistischen Arbeiter zur Aktionseinheit finden.“
Mitglieder der Gruppe waren Christa Bauer, Eleonore Vosz, Erwin Jedamus, Karin Windisch, Manfred Vosz, Volker Donath und Wolf Brannasky. Ein Höhepunkt ihrer Arbeit war der Auftritt auf den X. Weltfestspielen der Jugend und Studenten 1973 in Ost-Berlin und die Veröffentlichung des Titels Krupp Und Krause vom Arbeitskreis Festival.
Im Film Der Räuber Hotzenplotz von 1974 gehört zu den Protagonisten eine fünfköpfige Spielmannsgruppe der Münchner Songgruppe, die die Handlung musikalisch begleitet.

## Diskografie
Alben
- Wenn's Nach Dir Ging. Lieder für Frieden, demokratischen Fortschritt und Sozialismus.[3] (LP, Album) Verlag pläne, 1970
- Lehrlinge zusammenhalten 1972
- Der Räuber Hotzenplotz – Lieder Und Szenen Aus Dem Ehmck-Film. Fontana, 1974

Singles, EPs, Sampler
- ... Und Euch Gehört Ein Dreck! pläne, 1971
- Für Antiimperialistische Solidarität, Frieden Und Freundschaft – X. Weltfestspiele Der Jugend Und Studenten 1973 Berlin, Hauptstadt Der DDR Arbeitskreis Festival, 1973
- Die Internationale. Dieter Süverkrüp, Franz-Josef Degenhardt, Faisa, Hanns Ernst Jäger, Die Conrads, Hanns Dieter Hüsch, Dietrich Kittner, Lerryn, Hannes Stütz, Münchener Songgruppe, Song-Gruppe Hamburg - Die Internationale / Brüder Zur Sonne, Zur Freiheit (7", Single) pläne
- Bayerischer Zukunftswalzer. Bezirksvorstand Der DKP Südbayern
- Gemeinsam Sind Wir Stärker. pläne